# (4787) Шульженко
(4787) Шульженко (лат. Shulʹzhenko) — типичный астероид главного пояса, открыт 6 сентября 1986 года советским астрономом Людмилой Журавлёвой в Крымской астрофизической обсерватории и 19 октября 1994 года назван в честь русской советской эстрадной певицы и актрисы Клавдии Шульженко.

## Обнаружение и именование
(4787) Шульженко
Открыт 6 сентября 1986 года в Научном Л. В. Журавлёвой.
Назван в память об известной российской эстрадной певице Клавдии Ивановне Шульженко (1906—1984).
Оригинальный текст (англ.)4787 Shulʹzhenko
Discovered 1986-09-06 by Zhuravleva, L. V. at Nauchnyj.
Named in memory of Klavdiya Ivanovna Shulʹzhenko (1906—1984), a famous Russian variety singer.
Источники: DISCOVERY.DB; M.P.C. 24122.

## Орбита

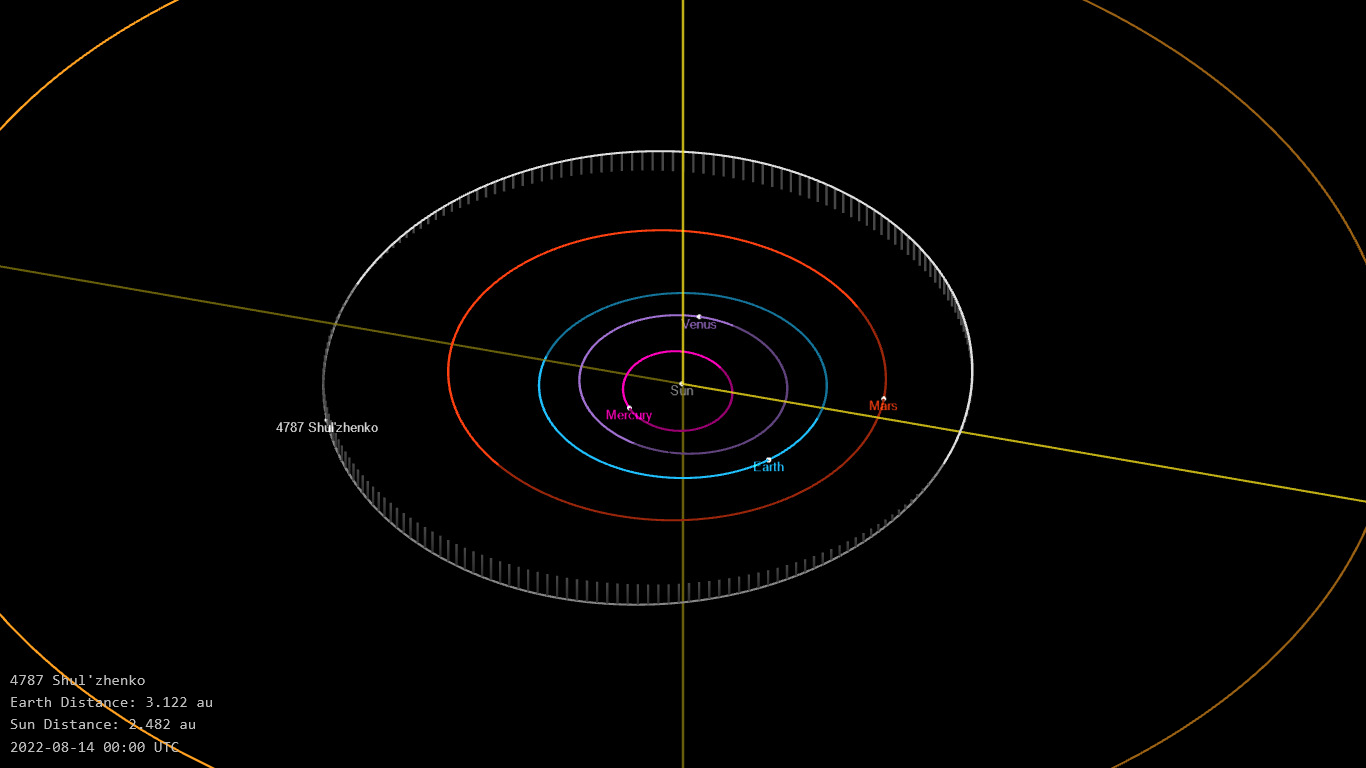
Орбита астероида Шульженко и его положение в Солнечной системе

## Физические характеристики
Астероид относится к таксономическому классу S.
По результатам наблюдений в видимом и ближнем инфракрасном диапазоне космического телескопа NEOWISE диаметр астероида сначала оценивался равным 5,05±0,19 км, позже — 5,046±0,190 км. Согласно тем же источникам альбедо оценивается как 0,610±0,261.